# Shō Endō
Shō Endō ( (遠藤 尚?, Endō Shō); Inawashiro, 4 luglio 1990) è uno sciatore freestyle giapponese, specialista nelle gobbe.

## Biografia
In Coppa del Mondo ha esordito il 13 dicembre 2007 a Tignes (46º) e ha ottenuto il primo podio il 9 marzo 2012 a Åre (3º).
In carriera ha partecipato a due edizioni dei Giochi olimpici invernali, Vancouver 2010 (7º nelle gobbe) e Soči 2014 (15º nelle gobbe), e due dei Campionati mondiali (5º nelle gobbe in parallelo a Voss-Myrkdalen 2013 il miglior risultato).
Nel 2018 ha preso parte ai XXIII Giochi olimpici invernali a Pyeongchang venendo eliminato nel secondo turno della finale in seguito ad una caduta e classificandosi decimo nella gara di gobbe.

## Palmarès

### Coppa del Mondo
- Miglior piazzamento in classifica generale: 30º nel 2012.
- 7 podi:
  - 2 secondi posti;
  - 5 terzi posti.